# Лига на нациите по волейбол за жени
Лигата на нациите по волейбол за жени е ежегоден международен турнир по волейбол. Участници са националните отбори за жени, които са членки на Международната федерация по волейбол (FIVB). Първото издание на турнира се провежда от май до юли 2018 година, като финалния турнир се играе в Нанкин, Китай. САЩ печели първото издание, побеждавайки на финала Турция. Турнирът е наследник на Гранд при по волейбол.
От сезон 2025 турнирът е разширен от 16 на 18 отбора.
Същия турнир за мъже е Лига на нациите по волейбол за мъже.

## История
През октомври 2017 FIVB обявява, драстична промяна във формата на ежегодните им турнири, създавайки Лигата на нациите за мъже и за жени, които наследяват Световната лига и Гранд при.

## Награден фонд
Според международната федерация, бюджета за мъжкия и женския турнир е еднакъв.

### За отбор
В първата фаза на турнира, всяка победа носи 9 500 щ.д., а загубата 4 250 щ.д.
Във финалната фаза парите се разпределят към отборите по следния начин:
- Шампиони: 1 000 000 щ.д.
- Финалист: 500 000 щ.д.
- Трето място: 300 000 щ.д.
- Четвърто място: 180 000 щ.д.
- Пето място: 130 000 щ.д.
- Шесто място: 85 000 щ.д.
- Седмо място: 65 000 щ.д.
- Осмо място: 40 000 щ.д.

Награда за феър плей
През сезон 2022 във финалната фаза Полша получава 15 000 щ.д. награда за феър плей. Няколко пъти те си признават по време на двубоите, че са пипнали топката при блокада или мрежата.
От сезон 2023, във финалната фаза на турнира е въведена системата със зелени картони. Всеки играч, който си признае подобно провинение, спестявайки време за видео преглеждане, получава зелен картон. Отборът с най-много зелени картони получава 30 000 щ.д. При равенство, сумата печели по-високо завършилия отбор във фазата.

### За играч
Избраните играчи в най-добрия отбор на турнира получават по 10 000 щ.д., а избрания за най-добър играч (MVP) - 30 000 щ.д.

## Резултати
| Година       | Домакин на финали |                                              | Финал                                        | Финал                                        | Финал                                        |                                              | Мач за трето място                           | Мач за трето място                           | Мач за трето място                           |                                              | Отбори ГФ / ФФ |
| Година       | Домакин на финали | Шампион                                      | Резултат                                     | Финалист                                     | Трето място                                  | Резултат                                     | Четвърто място                               |                                              |                                              |                                              | Отбори ГФ / ФФ |
| ------------ | ----------------- | -------------------------------------------- | -------------------------------------------- | -------------------------------------------- | -------------------------------------------- | -------------------------------------------- | -------------------------------------------- | -------------------------------------------- | -------------------------------------------- | -------------------------------------------- | -------------- |
| 2018 детайли | Нанкин            | САЩ                                          | 3–2                                          | Турция                                       | Китай                                        | 3–0                                          | Бразилия                                     | 16 / 6                                       |                                              |                                              |                |
| 2019 детайли | Нанкин            | САЩ                                          | 3–2                                          | Бразилия                                     | Китай                                        | 3–1                                          | Турция                                       | 16 / 6                                       |                                              |                                              |                |
| 2020         | Нанкин            | Не се провежда заради пандемията от COVID-19 | Не се провежда заради пандемията от COVID-19 | Не се провежда заради пандемията от COVID-19 | Не се провежда заради пандемията от COVID-19 | Не се провежда заради пандемията от COVID-19 | Не се провежда заради пандемията от COVID-19 | Не се провежда заради пандемията от COVID-19 | Не се провежда заради пандемията от COVID-19 | Не се провежда заради пандемията от COVID-19 |                |
| 2021 детайли | Римини            | САЩ                                          | 3–1                                          | Бразилия                                     |                                              | Турция                                       | 3–0                                          | Япония                                       |                                              | 16 / 4                                       |                |
| 2022 детайли | Анкара            | Италия                                       | 3–0                                          | Бразилия                                     | Сърбия                                       | 3–0                                          | Турция                                       | 16 / 8                                       |                                              |                                              |                |
| 2023 детайли | Арлингтън         | Турция                                       | 3–1                                          | Китай                                        | Полша                                        | 3–2                                          | САЩ                                          | 16 / 8                                       |                                              |                                              |                |
| 2024 детайли | Банкок            | Италия                                       | 3–1                                          | Япония                                       | Полша                                        | 3–2                                          | Бразилия                                     | 16 / 8                                       |                                              |                                              |                |
| 2025 детайли | Лодз              | Италия                                       | 3–1                                          | Бразилия                                     |                                              | Полша                                        | 3–1                                          | Япония                                       |                                              | 18 / 8                                       |                |

## Медали
| Място | Държава  | Злато | Сребро | Бронз | Общо |
| ----- | -------- | ----- | ------ | ----- | ---- |
| 1     | Италия   | 3     | 0      | 0     | 3    |
| 1     | САЩ      | 3     | 0      | 0     | 3    |
| 3     | Турция   | 1     | 1      | 1     | 3    |
| 4     | Бразилия | 0     | 4      | 0     | 4    |
| 5     | Китай    | 0     | 1      | 2     | 3    |
| 6     | Япония   | 0     | 1      | 0     | 1    |
| 7     | Полша    | 0     | 0      | 3     | 3    |
| 8     | Сърбия   | 0     | 0      | 1     | 1    |
| Общо  | Общо     | 7     | 7      | 7     | 21   |